# Gobiomorphus hubbsi
Gobiomorphus hubbsi är en fiskart som först beskrevs av Stokell, 1959.  Gobiomorphus hubbsi ingår i släktet Gobiomorphus och familjen Eleotridae. Inga underarter finns listade i Catalogue of Life.
Denna fisk blir upp till 93 mm lång. De största exemplaren lever närmare vattendragens källa. Allmänt blir hannar större än honor. Arten kännetecknas av blåa gälar och av mörka punkter på huvudet. Födan utgörs av insektslarver.
Arten förekommer i vattendrag i Nya Zeeland. Den har flera från varandra skilda populationer. Gobiomorphus hubbsi hittas ofta i snabb flytande floder med grus på botten. Antagligen sker äggläggningen under våren. Innan etablerar hannar ett revir och bevakar äggen. De nykläckta larverna vandra till havet. Efter några månader vandrar ungdjuren tillbaka. Några exemplar kan leva tre år.
Beståndet hotas av vattenföroreningar. Hela populationen minskar och IUCN listar arten som sårbar (VU).